# Gare de Bergerac
La gare de Bergerac est une gare ferroviaire française de la ligne de Libourne au Buisson, située sur le territoire de la commune de Bergerac, sous-préfecture du département de la Dordogne, en région Nouvelle-Aquitaine.
Elle est mise en service en 1875 par la Compagnie du chemin de fer de Paris à Orléans (PO). C'est une gare de la Société nationale des chemins de fer français (SNCF) desservie par les trains du réseau TER Nouvelle-Aquitaine.

## Situation ferroviaire
Établie à 39 mètres d'altitude, la gare de Bergerac est située au point kilométrique (PK) 607,481 de la ligne de Libourne au Buisson, entre les gares ouvertes de Lamonzie-Saint-Martin et de Couze. Ancienne gare de bifurcation, elle est située au PK 575,924 de la ligne de Magnac-Touvre à Marmande, fermée et déclassée, entre les gares de La Ressègue et de Cours-de-Pile.

## Histoire

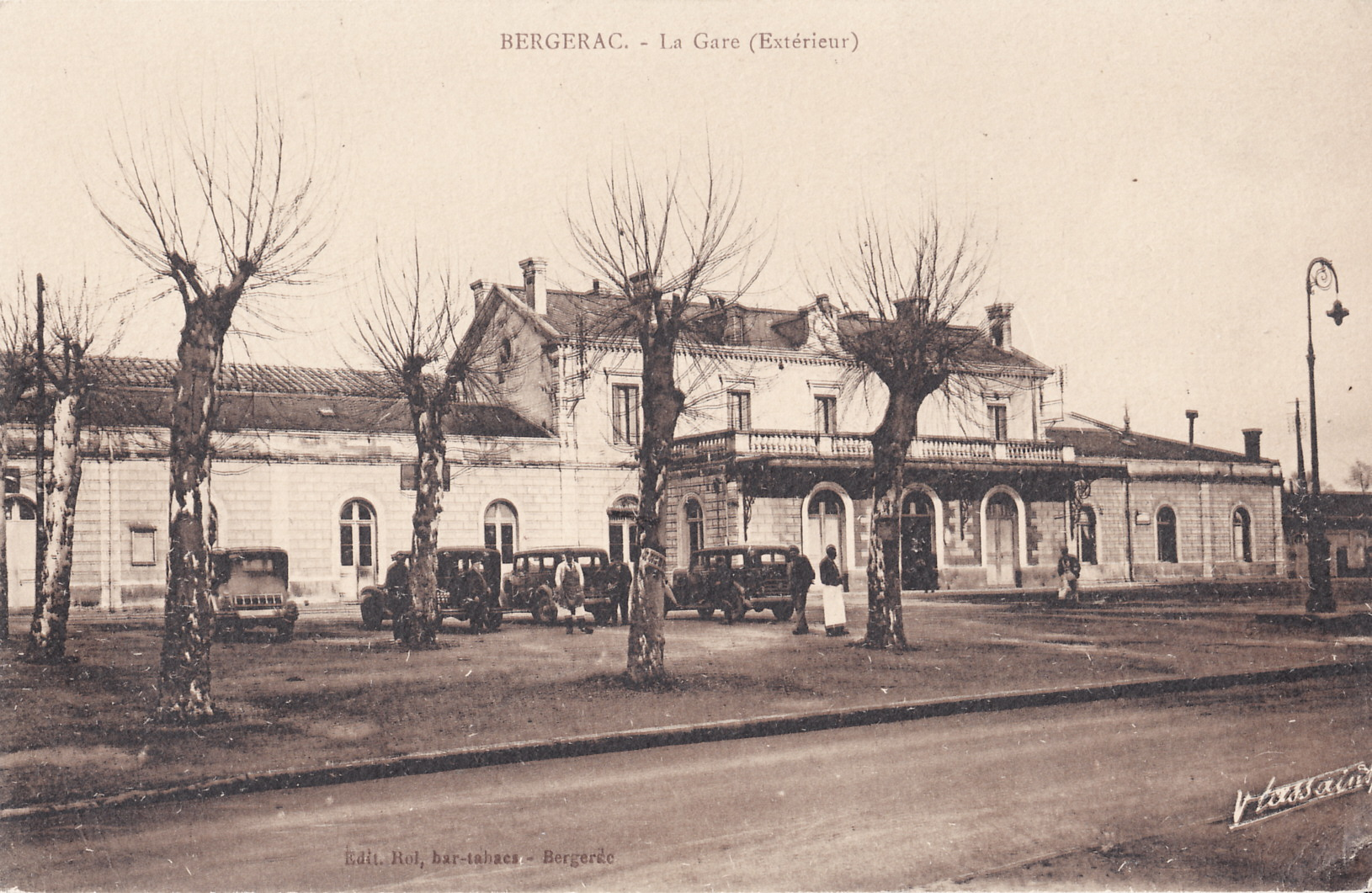
La gare dans les années 1930.

La gare de Bergerac est mise en service par la Compagnie du chemin de fer de Paris à Orléans (PO), lorsqu'elle ouvre la section de Saint-Antoine-de-Breuilh à Bergerac, de sa ligne de Libourne à Bergerac, le 20 décembre 1875.
La recette annuelle de la gare est de 506 582 francs en 1881 et de 524 765 francs en 1882.
En 2009, le parvis de la gare est réaménagé et en 2011 six mois de travaux sont nécessaires pour réhabiliter et restructurer le bâtiment voyageurs. Ces travaux comprennent notamment l'accessibilité, une nouvelle organisation intérieure avec quatre guichets, la remise en état de la marquise de l'entrée et l'ajout d'écrans d'informations et de l'équipement en mobilier et signalétique du réseau TER Aquitaine.
Le 29 avril 2022, le corps sans vie d'un nouveau-né est retrouvé dans des toilettes de la gare ainsi qu'un placenta, entraînant une enquête de police.

## Fréquentation
La fréquentation de la gare est détaillée dans le tableau ci-dessous :
|                           | 2015    | 2016    | 2017    | 2018    | 2019    | 2020    | 2021    | 2022    | 2023    |
| ------------------------- | ------- | ------- | ------- | ------- | ------- | ------- | ------- | ------- | ------- |
| Voyageurs                 | 289 479 | 275 003 | 297 352 | 271 436 | 185 431 | 199 226 | 278 850 | 356 938 | 398 081 |
| Voyageurs + non voyageurs | 361 849 | 343 754 | 371 690 | 339 295 | 231 789 | 249 033 | 348 562 | 446 173 | 497 601 |

## Service des voyageurs

### Accueil
Gare SNCF, elle dispose d'un bâtiment voyageurs, avec guichet, ouvert tous les jours. Elle est équipée d'automates pour l'achat de titres de transport. C'est une gare « Accès Plus » avec des aménagements, équipements et services pour les personnes à la mobilité réduite. Elle est également un « Point Ter Aquitaine » qui offre des services supplémentaires comme : annonce de proximité, point rencontre, information touristique, prêt de parapluie.

### Desserte
Bergerac est desservie par des trains TER Nouvelle-Aquitaine qui effectuent des missions entre les gares de Bordeaux-Saint-Jean et de Bergerac, ou Sarlat-la-Canéda.

### Intermodalité
Un parking pour les véhicules y est aménagé.
Elle est desservie par des bus : du réseau de Transport urbain bergeracois (TUB), lignes 1 et 2, et du réseau interurbain de la Dordogne (Transpérigord).

### Fréquentation
Pour des raisons techniques, il est temporairement impossible d'afficher le graphique qui aurait dû être présenté ici.

Ce graphique représente le nombre de voyageurs ayant fréquenté la gare de Bergerac entre 2015 et 2020. En 2019, des travaux sur la ligne Libourne - Le Buisson ont interrompu la circulation des trains durant neuf mois. L'année 2020 est ensuite marquée par la pandémie de Covid-19 et la baisse des mobilités liée aux confinements et aux restrictions de circulation.

## Service des marchandises
Cette gare est ouverte au service du fret.